# Пісня про Роланда
«Пі́сня про Рола́нда», також «Пі́сня про Ролянда» (фр. «Chanson de Roland») — старофранцузька епічна поема, що належить до циклу поем «Chanson de geste» (пісні про діяння). Іноді авторство поеми приписують Турольду, адже остання строфа твору гласить: «Тут і кінець настав Турольда джесті».
Загалом збереглося дев'ять манускриптів поеми. Найдавнішим та найповнішим рукописом є так званий «Оксфордський» варіант, який уклав англо-нормандський писар у XII ст.
«Пісня про Роланда» складається з 4000 віршів (в ранньому рукописі XIII ст. налічувалося 9000 віршів), написаних давньофранцузькою мовою та поділених на асонансні тиради або «ле» (фр. lay), які використовували та поширювали у своїх піснях трубадури та жонглери.
Історичну основу твору складає епізод розгрому басками у Ронсевальській ущелині в Піренеях (778) ар'єргарду військ Карла Великого, що відступали з Іспанії, на чолі з Роландом. У поемі баски-християни замінені маврами-мусульманами.
Вперше «Пісню» надруковано 1837 року в Парижі.
Італійські поети Л.Пульчі, М.Боярдо й Л.Аріосто в своїх поемах переробляли оповіді про Роланда у дусі гуманістичних ідей Відродження.
Це класичний приклад епіки, яка оспівує чесноти лицарства, феодальної честі та віри.

## Історична основа
711 року араби перемогли візіготів та у такий спосіб захопили Піренейський півострів (суч. Іспанія та Португалія). Піренейські гори стали кордоном між двома світами — християнським та мусульманським.
778 року король франків Карл Великий на прохання Ібн аль-Арабі, одного з мусульманських правителів, вирушив в Іспанію, щоб приборкати кордовського халіфа Абдурахмана, який хотів відділитися від Халіфату і створити окрему власну державу. За таку послугу Ібн аль-Арабі пообіцяв Карлові Сарагосу. Зрештою, Карл захопив декілька іспанських міст та взяв в облогу Сарагосу, оскільки володар міста відмовився добровільно впускати франків. Проте через повстання саксів Карл Великий мусив повернутися за Піренеї, аби їх приборкати. У Ронсевальській ущелині баски (васконці), щоб помститися Карлу за зруйнування їхнього міста — Пампелун — напали на ар'єргард короля, яким командував Грутланд (Роландів прототип).
Ейнгард у «Житті Карла Великого» так писав про цю подію:
|  | У той час, як тривала запекла і майже безперервна війна з саксами, Карл, розмістивши у потрібних місцях прикордонні залоги, рушив з потужною збройною силою походом на Іспанію. Коли король перейшов Піренеї, при наближенні йому здавалися всі міста і замки. Потім військо й король поверталися додому цілими й неушкодженими, але в самих Піренейських горах вони зазнали деяких втрат через віроломство васконців. Річ у тім, що військо просувалося видовженим строєм, як на це дозволяло вузьке міжгір’я, а васконці, причаївшись на гірських вершинах, вкритих суцільними тінистими лісами (а саме такі місця зручні для засідки), напали згори на кінцеву частину обозу. Вояків, що замикали колону й захищали її від нападу ззаду, вони поскидали в ущелину і в бою повбивали всіх до одного. Пограбувавши обоз під покривом ночі, що насувалась, васконці чимдуж порозбігалися навсібіч. У цьому нападі васконцям допомогло те, що вони були легко озброєні і добре знали місцевість, а важке спорядження і несприятливе місце бою поставили франків у гірше становище. З-поміж інших у тій битві полягли: королівський стольник Еґґігард, придворний граф Анзельм і правитель Бретонської мархії Груодланд. Цей наскок залишився безкарним, бо нападники зникли безслідно і невідомо було, де їх шукати. |

## Історія створення
Більшість істориків погоджуються, що у битві при Ронсевалі каролінзькі лицарі протистояли баскам, а не сарацинській армії, як це зображено у поемі. У цей історичний період відбувалося відвойовування Європи та завойовування Сходу, тому цілком можливо, що «Пісню про Роланда» написано задля того, щоб надати підґрунтя для хрестових походів та перетворити територіальну війну на священну. Жозеф  Бедьє висунув гіпотезу, що найголовніші пасажі «Пісні» складено на Дорозі Святого Якова трубадурами, які декламували свої фрагменти у палацах, де зупинялися.
Існують деякі схожості «Пісні про Роланда» з «Кодексом Калікста» (четверта книга, Розповідь про короля Карла Великого та лицаря Голанда) та «Піснею про Ронсеваль».
Вільям Мальмсберійский в описі битви при Гастінгсі розповідає, що перед битвою виконувалась cantilena Rollandi, пісня про Роланда, «щоб прикладом войовничого мужа надихнути бійців». Нормандський поет Вас також додає, що її співав Тайлефер, який просив для себе честі завдати першого удару ворогові.
Найбільш рання з редакцій «Пісні», що дійшли до нашого часу, — Оксфордський рукопис, написано близько 1170 року або 1180 року англо-норманським діалектом старофранцузької мови. Зараз рукопис зберігається в Бодліанськькій бібліотеці в Оксфорді. Припускають, що цей рукопис слугував своєрідною «шпаргалкою» і використовувався для того, аби при потребі освіжити пам'ять співака.

## Сюжет

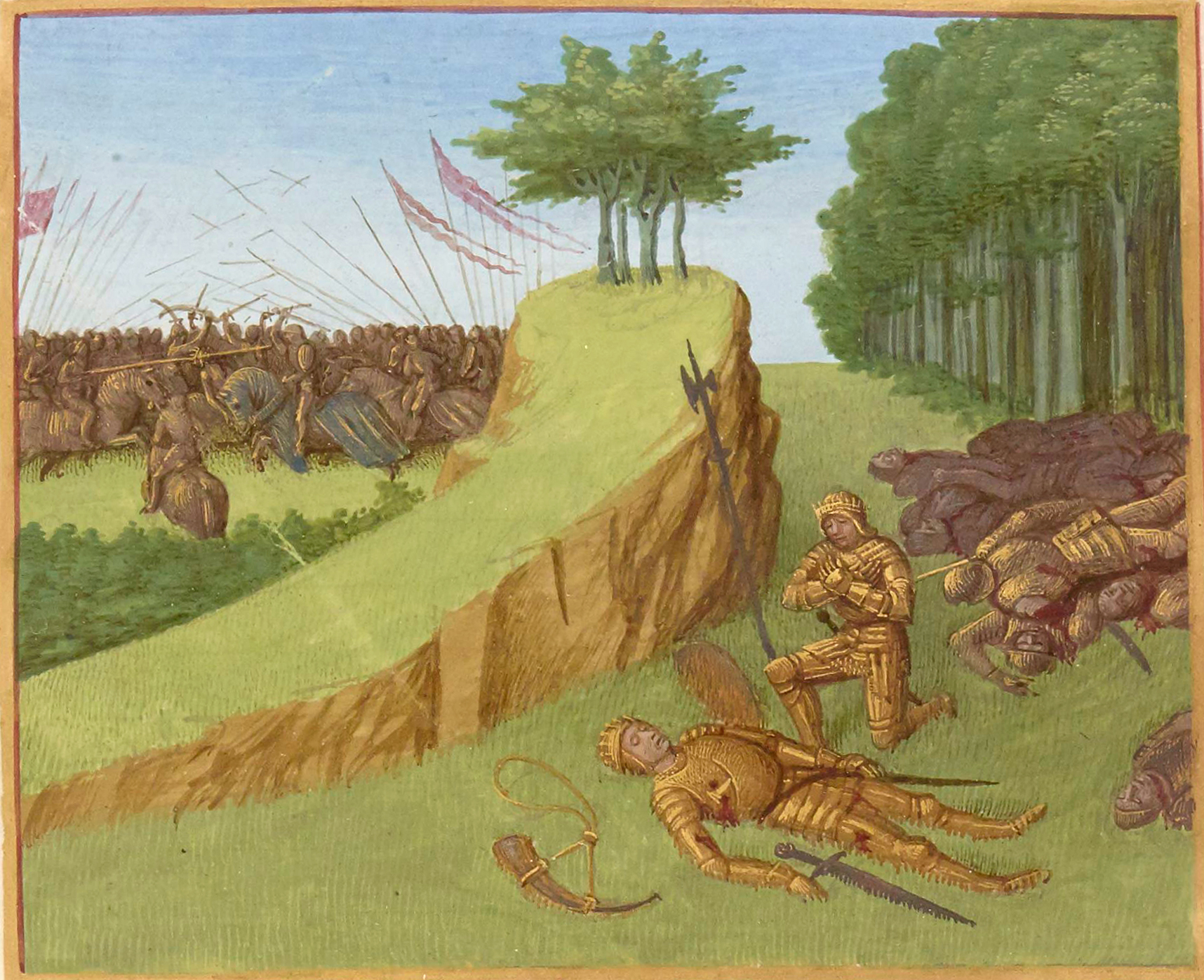
Загибель Роланда. Ілюстрація Жана Фуке, бл.1455-1460

Подібно всім епічним поемам «Пісня про Роланда» вводить читача просто у суть справи:«Король наш Карл, могутній імператор, Провоював сім літ в землі іспанській, До моря він дійшов гористим краєм, Тверджі нема, котра б не піддалася, Мури й міста — всі, зруйновані, впали, Крім Сараґуси, що на горі стрімчастій. Безбожний там король Марсілій править, Служить Магові і Аполіна славить. Та запобігти своїй біді не в стані.» Далі оповідається про військову раду, що скликав Марсілій, аби знайти спосіб уникнути Карлового нападу. За порадою хитрого Блянкандріна ухвалено вирядити до Карла послів із заявою своєї покірності та багатими подарунками.
Після цього місце подій переноситься до табору Карла Великого під Кордовою. У затінку величезної смереки сидить імператор, оточений своїми перами; тут і Роланд, його племінник, і Олів'єр, і архієпископ Турпін та інші. Сарацинські посли над'їздять на своїх білих мулах із оливковим гіллям у руках. Блянкандрін виходить наперед і пояснює мету, задля якої прислано посланців. Ледве тільки Карл встиг зібрати раду зі своїх перів, як серед них починають формуватися дві групи — прихильники війни, з Роландом на чолі, і прихильники миру, на чолі якої стоїть Ганелон, Роландів ворог. Прихильники миру беруть верх через те, що французам почала вже набридати війна, та до цієї групи пристає й сам Карл. Залишається порадитись, кого послати до Марсілія задля переговорів про мир. Карлів вибір падає на Ганелона, якому імператор дає до рук символи свого владарювання: патерицю та рукавичку. Ганелон від'їжджає, доганяє сарацинських послів і пропонує змову на життя і смерть, аби позбутися Роланда. Марсілій з радістю погоджується на пропозицію Ганелона, і вони обоє складають план нападу на французів. Ганелон запевняє, що найкраще напасти на Роланда, коли він буде очолювати ар'єргард війська, що має виходити з Іспанії. Все так влаштовується, як обіцяв Ганелон.
За порадою Ганелона Карл сам вибирається вперед, а Роланд із двадцятьма перами залишається в ар'єргарді війська. При звуках сурм та рогів військо йде наперед. Але Карл не веселий, його пройняв сум і турбують страшні сни. Як тільки ар'єргард ввійшов до Ронсельванського міжгір'я, неочікувано на нього з усіх боків нападають сарацини. Олів'єр бачить лихо і просить Роланда засурмити в свій ріг і цим повідомити Карла про небезпеку. Але надзвичайно хоробрий Роланд відмовляється кликати підмогу і тільки тоді, коли біля нього одним за другим падають пери, він нарешті зважується засурмити і робить це з такою силою, що кров виступає у нього з вух. Почувши ці розпачливі звуки, Карл одразу наказує війську повернутись, але вже пізно. Ось паде поранений на смерть Олів'єр; сцена прощання Роланда зі своїм другом, одна з найкращих у поемі. Слідом за Олів'єром гине Турпін. Залишається один Роланд. Хоч він не поранений, але відчуває надзвичайну втрату сил, відчуває, що смерть його вже не за горами. Не бажаючи, щоб його знаменитий меч Дюрандаль дістався невірним, Роланд намагається розбити його об скелю, але даремно; тоді Роланд, перш ніж ударити ним вдруге, починає прощатися зі своїм мечем, виголошує перед ним епічні голосіння, називає його ясним, блискучим і святим. Після цих слів він хотів знову ударити ним об скелю, але рука його не піднялася; смертельний холод обіймав уже його, і він знесилений повалився на землю, але, помираючи, повернув голову до Іспанії, щоб Карл і все військо сказали, що він помер переможцем.
Зупинившись досить довго на постаті улюбленого героя, співець потім розповідає, як Карл жорстоко помстився сарацинам за смерть Роланда, розбив їх ущент, взяв Сараґосу і зробив спільну купіль для всього сарацинського народу. Навернувши до християнства більш як сто тисяч душ, Карл повернувся до Ахена, де відбувається зустріч Карла з Альдою, нареченою Роланда. На її запитання де Роланд, Карл почав рвати свою сиву бороду і став пропонувати їй змінити Роланда своїм власним сином. Альда на те: «Дивуюсь цим речам я. Не дасть Господь, ані янголи з раю, Щоб я жила після смерти Ролянда». Сказавши ці слова, вона впала нежива до ніг Карла. Потім іде суд над зрадником Ганелоном, якого засуджують на страту. В ночі після страти Ганелона, Карлові являється у сні архангел Гавриїл, який наказує йому зібрати велике військо і йти на Сирію, щоб допомогти пригнобленим християнам. Цим велінням і закінчується поема.

## Українські переклади
Уривки з «Пісні про Роланда» перекладали Р. Кухар, Микола Терещенко та ін.
Перший повний переклад «Пісні про Роланда» здійснив Василь Щурат, який переклав «Пісню» п'ятистопним ямбом без відтворення асонансів. Вперше переклад опубліковано 1884 р. на сторінках журналу «Життя і слово»; 1895 р. у Львові вийшло перше видання окремою книжкою, друге доповнене і перероблене видання — також у Львові в 1918 році. Згодом переклад «Пісні» Василя Щурата виходив у 1957 та 1962 роках — у збірках творів поета. В останньому виданні, оригінальний текст перекладу подано наближено до тодішнього правопису — питомо українські слова замінено ближчими до російської мови відповідниками.
Другий повний переклад «Пісні про Роланда» — у прозовому переказі — виконав Богдан Лончина. Його опубліковано 1971 року в Римі. Критики відзначають його низьку якість.
Третій повний переклад здійснили Вадим та Нінель Пащенки («Либідь», 2003).
Четвертий повний переклад з'явився 2008 року у видавництві «Астролябія», яке видало «Пісню про Ролянда» у перекладі зі старофранцузької розміром оригіналу Ігора Качуровського.